# Stites Township
Die Stites Township ist eine von 22 Townships im St. Clair County im Westen des US-amerikanischen Bundesstaates Illinois. Im Jahr 2010 hatte die Stites Township 749 Einwohner.
Die Township liegt im Metro-East genannten östlichen Teil der Metropolregion Greater St. Louis um die Stadt St. Louis im benachbarten Missouri.

## Geografie
Die Stites Township liegt im östlichen Vorortbereich von St. Louis am Ostufer des Mississippi River, der die Grenze zu Missouri bildet.
Die Stites Township liegt auf 38°39′01″ nördlicher Breite und 90°09′45″ westlicher Länge und erstreckt sich über 3,7 km².
Die Stites Township liegt im äußersten Nordwesten des St. Clair County und grenzt nördlich an das Madison County. Am gegenüberliegenden Mississippiufer liegt die Großstadt St. Louis in Missouri. Innerhalb des St. Clair County grenzt die Stites Township im Osten an die Canteen Township sowie im Süden an die East St. Louis Township.

## Verkehr
Durch die Stites Township verläuft entlang des Mississippi die hier den Illinois-Abschnitt der Great River Road bildende Illinois State Route 3. Alle weiteren Straßen sind County Roads oder weiter untergeordnete innerörtliche Verbindungsstraßen.
Durch die Township verlaufen mehrere Eisenbahnlinien verschiedener Gesellschaften (z. B. Union Pacific Railroad, BNSF Railway, Amtrak u. a.), die sich auf dem Weg nach St. Louis hier bündeln.

Der St. Louis Downtown Airport liegt rund 12 km südlich, der größere Lambert-Saint Louis International Airport liegt rund 25 km nordwestlich der Stites Township.

## Demografische Daten
Nach der Volkszählung im Jahr 2010 lebten in der Stites Township 749 Menschen in 300 Haushalten. Die Bevölkerungsdichte betrug 202,4 Einwohner pro Quadratkilometer. In den 300 Haushalten lebten statistisch je 2,5 Personen.
Ethnisch betrachtet setzte sich die Bevölkerung zusammen aus 2,5 Prozent Weißen, 95,1 Prozent Afroamerikanern sowie 0,4 Prozent aus anderen ethnischen Gruppen; 2,0 Prozent stammten von zwei oder mehr Ethnien ab. Unabhängig von der ethnischen Zugehörigkeit waren 1,6 Prozent der Bevölkerung spanischer oder lateinamerikanischer Abstammung.
32,3 Prozent der Bevölkerung waren unter 18 Jahre alt, 55,8 Prozent waren zwischen 18 und 64 und 11,9 Prozent waren 65 Jahre oder älter. 57,1 Prozent der Bevölkerung war weiblich.
Das mittlere jährliche Einkommen eines Haushalts lag bei 20.000 USD. Das Pro-Kopf-Einkommen betrug 15.719 USD. 32,5 Prozent der Einwohner lebten unterhalb der Armutsgrenze.

## Orte
Die Bevölkerung der Stites Township lebt in folgenden Ortschaften:
City
- Madison1

Villages
- Brooklyn
- Fairmont City2

1 – überwiegend im Madison County, teilweise in der Canteen Township

2 – überwiegend in der Canteen Township, teilweise im Madison County